# Carl Woese
Carl Richard Woese, né le 15 juillet 1928 à Syracuse et mort le 30 décembre 2012 à Urbana, est un microbiologiste américain, connu principalement pour ses travaux de  phylogénétique moléculaire du vivant et pour la définition, en 1977, du domaine Archaea (un des trois domaines ou règnes primaires du vivant). Il réalise de telles découvertes par l'analyse phylogénétique de la séquence de l'ARN ribosomique 16S, une technique qu'il mit au point avec ses collaborateurs et qui est de nos jours celle employée pour classer toute nouvelle espèce bactérienne ou archée. Il a également proposé en 1967 l'antériorité de l'ARN sur l'ADN, théorie reprise en 1986 par Walter Gilbert sous le nom d'RNA world.

## Travaux scientifiques
Diplômé d'Amherst College en 1950, Carl Woese soutient une thèse en biophysique à l'Université Yale en 1953 et devient enseignant à l'université Stanley O. Ikenberry (Illinois).
Il a reçu de nombreuses récompenses pour ses travaux scientifiques :
- Le prix John D. et Catherine T. MacArthur en 1984.
- Élu membre de l'Académie nationale des sciences (États-Unis) en 1988.
- La médaille Leeuwenhoek de l'Académie royale des arts et des sciences néerlandaise (une des plus hautes distinctions pour un microbiologiste) en 1992.
- La médaille Waksman (États-Unis) en 2000.
- Le prix Crafoord décerné par l'Académie royale des sciences de Suède en 2003.

Carl Woese a enseigné également la microbiologie au Center for Advanced Study de l'université d'Illinois à Champaign-Urbana et a consacré ses travaux à l'évolution de l'organisation cellulaire.
Il militait pour l'abandon du terme Procaryotes qu'il jugeait incorrect du point de vue phylogénétique, et pour le retour d'une vision darwinienne du monde vivant, axée sur les propriétés émergentes des systèmes biologiques.

## Liste partielle des publications
- George E. Fox, Kenneth R. Pechman & Carl R. Woese, "Comparative Cataloging of 16s Ribosomal Ribonucleic Acid : Molecular Approach to Procaryotic Systematics", International Journal of Systematic Bacteriology, Vol.27, No.1, January 1977, p. 44-57. DOI 10.1099/00207713-27-1-44
- Carl R. Woese & George E. Fox, "The Concept of Cellular Evolution", Journal of Molecular Evolution, Vol.10, No.1, March 1977, p. 1-6. DOI 10.1007/BF01796132
- George E. Fox, Linda J. Magrum, William E. Balch, Ralph S. Wolfe & Carl R. Woese, "Classification of methanogenic bacteria by 16S ribosomal RNA characterization", Proc. Natl. Acad. Sci. USA, Vol.74, No.10, October 1, 1977, p. 4537-4541. DOI 10.1073/pnas.74.10.4537
- Carl R. Woese & George E. Fox, "Phylogenetic structure of the prokaryotic domain : The primary kingdoms", Proc. Natl. Acad. Sci. USA, Vol.74, No.11, November 1, 1977, p. 5088-5090. DOI 10.1073/pnas.74.11.5088
- William E. Balch, Linda J. Magrum, George E. Fox, Ralph S. Wolfe & Carl R. Woese, "An ancient divergence among the Bacteria", Journal of Molecular Evolution, Vol.9, No.4, December 1977, p. 305–311. DOI 10.1007/BF01796092
- Carl R. Woese, "A comment on methanogenic bacteria and the primitive ecology", Journal of Molecular Evolution, Vol.9, No.4, December 1977, p. 369-371. DOI 10.1007/BF01796101
- Carl R. Woese & Ramesh Gupta, "Are archaebacteria merely derived ‘prokaryotes’?", Nature, Vol.289, No.5793, January 1, 1981, p.95-96. DOI 10.1038/289095a0
- Carl R. Woese, "Archaebacteria : The Third Domain of Life Missed by Biologists for Decades", Scientific American, Vol.244, No.6, June 1981, p.98-122. DOI 10.1038/scientificamerican0681-98
- Carl R. Woese, Norman R. Pace & Gary J. Olsen, "Are arguments against archaebacteria valid?", Nature, Vol.320, No.6061, April 3, 1986, p.401-402. DOI 10.1038/320401b0
- Carl R. Woese, "Bacterial evolution", Microbiological Reviews, Vol.51, No.2, June 1987, p. 221-271. PMC 373105
- Carl R. Woese, Otto Kandlert & Mark L. Wheelis, "Towards a natural system of organisms : Proposal for the domains Archaea, Bacteria, and Eucarya", Proc. Natl. Acad. Sci. USA, Vol.87, No.12, June 1, 1990, p. 4576-4579. DOI 10.1073/pnas.87.12.4576
- Carl R. Woese, Otto Kandler &  Mark L. Wheelis, "A natural classification", Nature, Vol.351, No.6327, June 13, 1991, p.528-529. DOI 10.1038/351528c0
- Carl R. Woese, "Default taxonomy : Ernst Mayr’s view of the microbial world", Proc. Natl. Acad. Sci. USA, Vol.95, September 15, 1998, p. 11043–11046. DOI 10.1073/pnas.95.19.11043
- Carl R. Woese, "Interpreting the universal phylogenetic tree", Proc. Natl. Acad. Sci. USA, Vol.97, No.15, July 18, 2000, p. 8392-8396. DOI  10.1073/pnas.97.15.8392
- Carl R. Woese, "On the evolution of cells", Proc. Natl. Acad. Sci. USA, Vol.99, No.13, June 25, 2002, p. 8742-8747. DOI 10.1073/pnas.132266999
- Carl R. Woese, "A New Biology for a New Century", Microbiology and Molecular Biology Reviews, Vol.68, No.2, June 2004, p. 173-186. DOI 10.1128/MMBR.68.2.173-186.2004 ; traduction française : Une nouvelle biologie pour un nouveau siècle.

## Sources
- Carl Woese. Questions & Answers. Current Biology, 15(4):R111,R112, 22 février 2005. DOI 10.1016/j.cub.2005.02.003